# Saskatchewan Highway 7
Der Saskatchewan Highway 7 befindet sich in der kanadischen Provinz Saskatchewan, er hat eine Länge von 262 km. Der Highway ist die Fortsetzung des Alberta Highway 9, er beginnt westlich von Alsask an der Provinzgrenze und führt nach Saskatoon. Die Route ist als Hauptroute (Core Route) Bestandteil des National Highway Systems.

## Streckenführung
Der Highway beginnt an der Provinzgrenze zu Alberta und führt in östlicher Richtung durch die Prärie. Ca. 1 km östlich der Grenze zweigt Highway 44 ab, der auch nach Osten führt, jedoch südlicher gelegen ist. In Kindersley kreuzt Highway 21, der die Provinz in Nord-Süd-Richtung beinahe komplett durchquert. Ab Fiske führt die Route in nordöstlicher Richtung in Richtung Saskatoon. Vor der Stadtgrenze mündet Highway 7 in den Highway 14, der von Westen her nach Saskatoon führt, es erfolgt eine gemeinsame Streckenführung bis zum Ende beider Highways am Highway 16, dem Yellowhead Highway, im Westen von Saskatoon.

## Ausbau
Der östliche Abschnitt zwischen Delisle und Saskatoon soll bis Herbst 2018 vierspurig ausgebaut werden.